# Melanozyt
Als Melanozyt oder Melanocyt, auch Melanophor(e), wird eine Pigmentzelle bei Mensch und Tier bezeichnet.

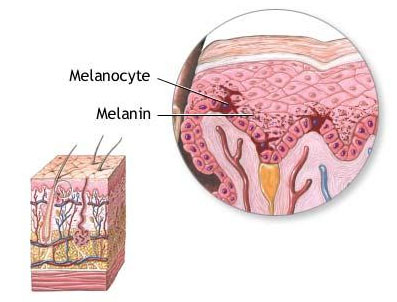
Lage von epidermalen Melanozyten.
Links unten im Blockschema der Aufbau der Haut aus Oberhaut (Epidermis), Lederhaut (Dermis) mit Haarwurzel, und Unterhaut (Subcutis).

Die meisten dieser Pigment enthaltenden Zellen liegen in der belichteten Haut und dort in der Basalzellschicht der Epidermis und von Haarfollikeln. Melanozyten sind neuroektodermaler Herkunft, synthetisieren Melanin aus Tyrosin und speichern das Pigment membranumhüllt in einem Melanosom. Diese ovalen Organellen werden bei den epidermalen Melanozyten in aufzweigenden, dendritischen Fortsätzen transportiert und über deren Ende als gereifte Melanosomen an einzelne umgebende Keratinozyten abgegeben (Pigmenttransfer).
Das lichtabsorbierende Melanin stellt einen wichtigen Schutz gegenüber dem energiereichen, ultraviolett strahlenden (UV-)Anteil von Licht dar, insbesondere für das Genom; es wird in den Keratinozyten hellhäutiger Menschen in Melanosom-Komplexen gefasst kappenartig über dem Zellkern angeordnet. Bei dunkler Haut sind die Melanosomen zahlreicher, größer, einzeln und über diese Hautzelle verteilt. Gleich ist die Zahl an Melanozyten, wobei ein einzelner Melanozyt zusammen mit den zwei bis drei Dutzend von ihm versorgten Keratinozyten eine epidermale Melanozyten-Einheit bildet.

## Histologie
Die Melanozyten liegen in der Basalzellschicht (Stratum basale) direkt der Basalmembran auf und sind mit dieser über Hemidesmosomen verbunden. Melanozyten kommen in relativ geringer Anzahl vor und sind mit ihren Zytoplasma-Verzweigungen (Dendriten) mit etwa 5–8 Keratinozyten locker verbunden. Melanozyten sind Stoffwechsel-aktiv und haben zahlreiche Mitochondrien, ein ausgeprägtes raues Endoplasmatisches Retikulum (rER) und einen großen Golgi-Apparat. Melanozyten finden sich auch in der Aderhaut des Auges, der Regenbogenhaut des Auges, der Mundschleimhaut und an anderen Stellen. Hierbei ist zu beachten, dass diese speziellen Melanozyten keine Melanozyteneinheiten mit den umliegenden Zellen bilden und meist auch keine Melanosomen an ihre Umgebung abgeben.
Immunhistochemisch sind Melanozyten S-100-positiv. Histochemisch färben sich Melanozyten bei Inkubation in DOPA-Lösung schwarz-braun (Melanin) an.

## Embryologie
Die Melanozytenvorläuferzelle, Melanoblast genannt, wandert während der Embryonalentwicklung von den Neuralleisten her in die Haut ein. Melanozyten sind also Abkömmlinge des Neuroektoderms. Außer den kutanen in Epidermis und Haarfollikeln werden später Melanozytenpopulationen auch in der Uvea des Auges, in der Stria vascularis des Innenohrs, in Klappen und Septen des Herzens, sowie in der weichen Hirnhaut (Leptomeninx) über unteren Hirnstamm-Bereichen gefunden.

## Melanin-Synthese und Verteilung
Die Bildung von Melanin (Eu- und Pheomelanin), die so genannte Melanogenese, beginnt mit der Synthese des zunächst inaktiven Enzyms Tyrosinase. Dieses wird in das raue Endoplasmatische Retikulum synthetisiert und sammelt sich im Golgi-Apparat an, der sie dann in Vesikel abschnürt. Die Aktivierung der Tyrosinase erfolgt über UV-Licht. Nach weiterer Reifung der Vesikel lassen sich Melanin und im Elektronenmikroskop kristalline Einschlüsse nachweisen. In diesem Stadium nennt man die Vesikel „Prämelanosomen“. In den Vesikeln reichert sich die Aminosäure Tyrosin an, welche durch die Tyrosinase in DOPA und über Zwischenschritte schließlich zu Melanin umgewandelt wird. Hierbei spielt auch das Protein Trp-1 eine Rolle. Nach der weiteren Reifung verliert das Prämelanosom seine Binnenstruktur und wird dann als „reifes Melanosom“ bezeichnet. Die reifen Melanosomen wandern in die Zytoplasma-Ausläufer der Melanozyten und werden an die umliegenden Zellen abgegeben. Die umliegenden Zellen nehmen die Melanosomen direkt auf und lagern diese im eigenen Zytoplasma ein.
In niederen Vertebraten (Fische, Amphibien) verbleiben die Melanosomen intrazellulär und werden nicht abgegeben.

### Regulation der Melanin-Synthese
- Ultraviolettstrahlung: Unter UV-Einwirkung kommt es zur Aktivierung der Melanozyten und es werden vermehrt Melanosomen abgegeben (Hautbräunung)
- MSH (Melanozyten-stimulierendes Hormon, Melanotropin): MSH führt ebenfalls zur Aktivierung der Melanozyten. Beim Morbus Addison wird unter anderem vermehrt MSH produziert, was sich in einer verstärkten Hautbräunung zeigt.

## Erkrankungen
Eine Abnahme der Melanozyten oder eine verminderte Melaninsynthese führen zu einer Hypopigmentierung. Bei folgenden Erkrankungen spielen Melanozyten beziehungsweise Melanozyten-Vorläufer eine wichtige Rolle:
- Vitiligo
- Melanome (Hautmelanom, Aderhautmelanom, Bindehautmelanom)
- Dysplastischer Nävus
- Lentigo
- Hyperpigmentierung
- Nävuszellnävus
- Albinismus
- Leuzismus
- Scheckung